# 帝国通信社
帝国通信社（ていこくつうしんしゃ、1892年 - 1929年）は、かつて日本に存在した通信社。日清戦争、日露戦争を通じて業務を拡大した。

## 概要
益田孝発起の時事通信社（1888年創立）と曽宮禄祐発起の新聞用達会社（1890年創立）が、1892年に合併して発起した。新聞紙上の略称は帝通。
ただし、日清戦争初期の1894年7月26日から1年間は青木周蔵がロイターと密約を交わしており、日本政府が公式に外国向けに発表するニュースはロイターだけに提供されていた。
日本電報通信社（電通）、国際通信社（国通、のち日本新聞聯合社、日本新聞聯合社）と激しく競争した。
1927年にアメリカ合衆国のINSと直接契約したが、国際通信社が提供していたロイター通信社外電配給サービスが終了したことなどから勢力が衰え、1929年に破産して解散。

## 沿革

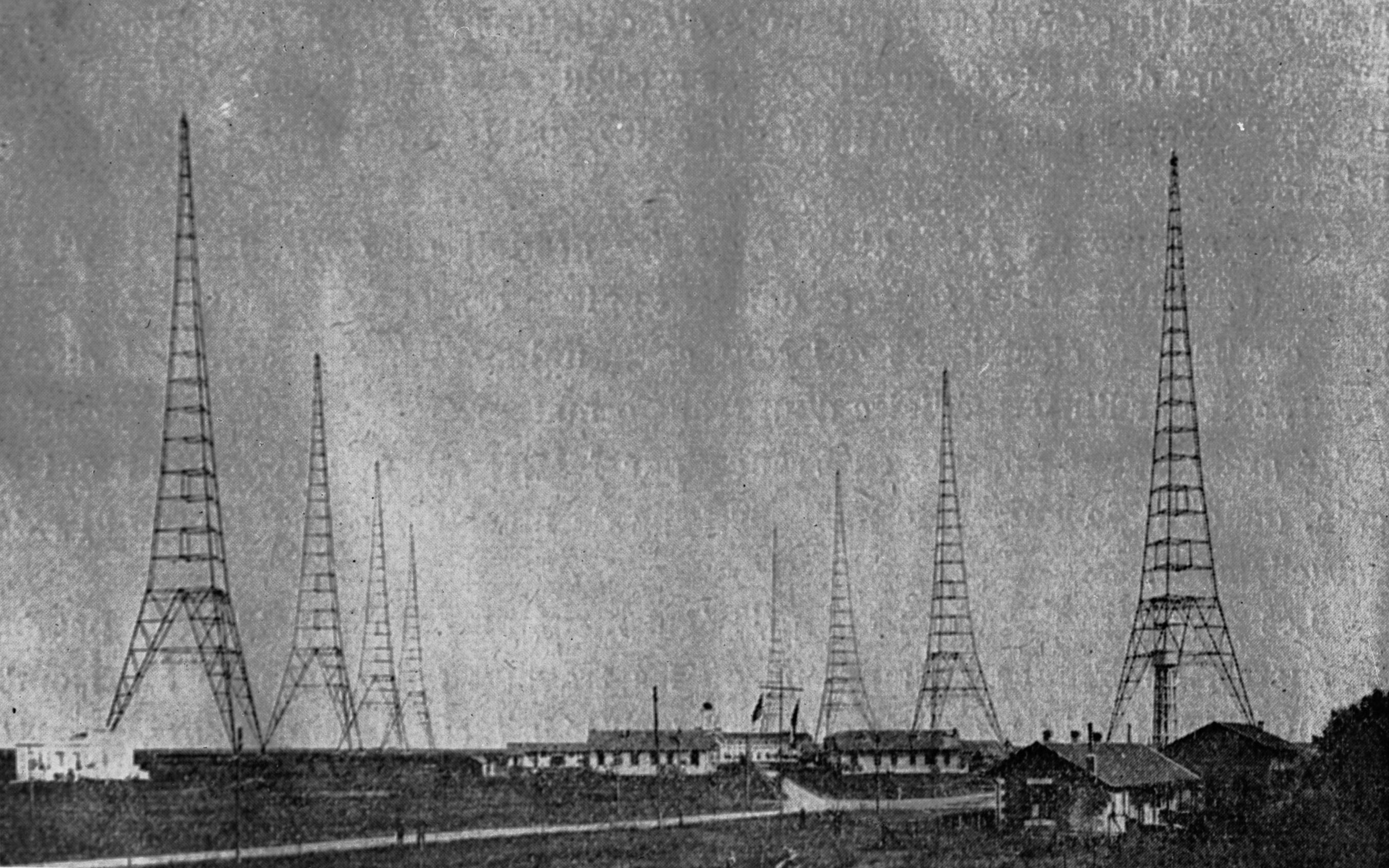
フランスの無線電信局。

- 1892年（明治25年）- 5月10日、新聞用達会社と時事通信社が合併して創立。社長は竹村良貞。本社は東京市京橋区山下町。
- 1906年（明治39年）- 国際無線電信会議を発足させた国際無線電信連合が非公式に設立[2]。
- 1923年（大正12年）- 6月、頼母木桂吉が社長に就任。資本金10万円の株式会社に改組。9月、関東大震災で社屋全壊を被る。
- 1924年（大正13年）- 8月15日、フランスのボルドー無線電信局の受信を開始。9月30日、ドイツのナウエン無線電信局（英語版）と受信契約を締結。富田幸次郎社長に就任[3]。
- 1926年（昭和元年） - 取締役会と意見が合わず社長の越野宗太郎が辞任。
- 1927年（昭和2年）- アメリカのINSと通信契約を結ぶ。
- 1929年（昭和4年）- 3月28日、破産宣告を受ける。

## エピソード
- 日清戦争ののち、1898年に東京で開催された奠都三十年記念祝賀会に諸々の新聞社・通信社とともに協賛[4]。
- 1913年には国技館内で香りつきの夕刊を無料配布して話題になった[5]。
- 1916年（大正5年）、万年社、京華社支店、金水堂、倣蟻社、大阪電通、弘業社支店、広知社、旭広告とともに、大阪で新設した広告代理業団体「水曜会」に参加。